# Ilimerizace
Ilimerizace je mechanický přesun především jílových částic (tedy menších než 0,001 mm) prosakující vodou z horní části půdy do střední části profilu. Podmínkami procesu ilimerizace jsou určité chemické vlastnosti půdy. Jedná se jednak o slabě až středně kyselé prostředí o pH v rozsahu 6,5-5,5 a dále o dostatečnou přítomnost iontů Fe3+, Al3+ a organických kyselin. 
Tento proces je charakteristický pro půdy listnatých lesů mírného pásu na sypkých, středně těžkých sedimentech nížin. V určitém období probíhá i v subtropickém a tropickém pásu.